# Energías en Bolivia

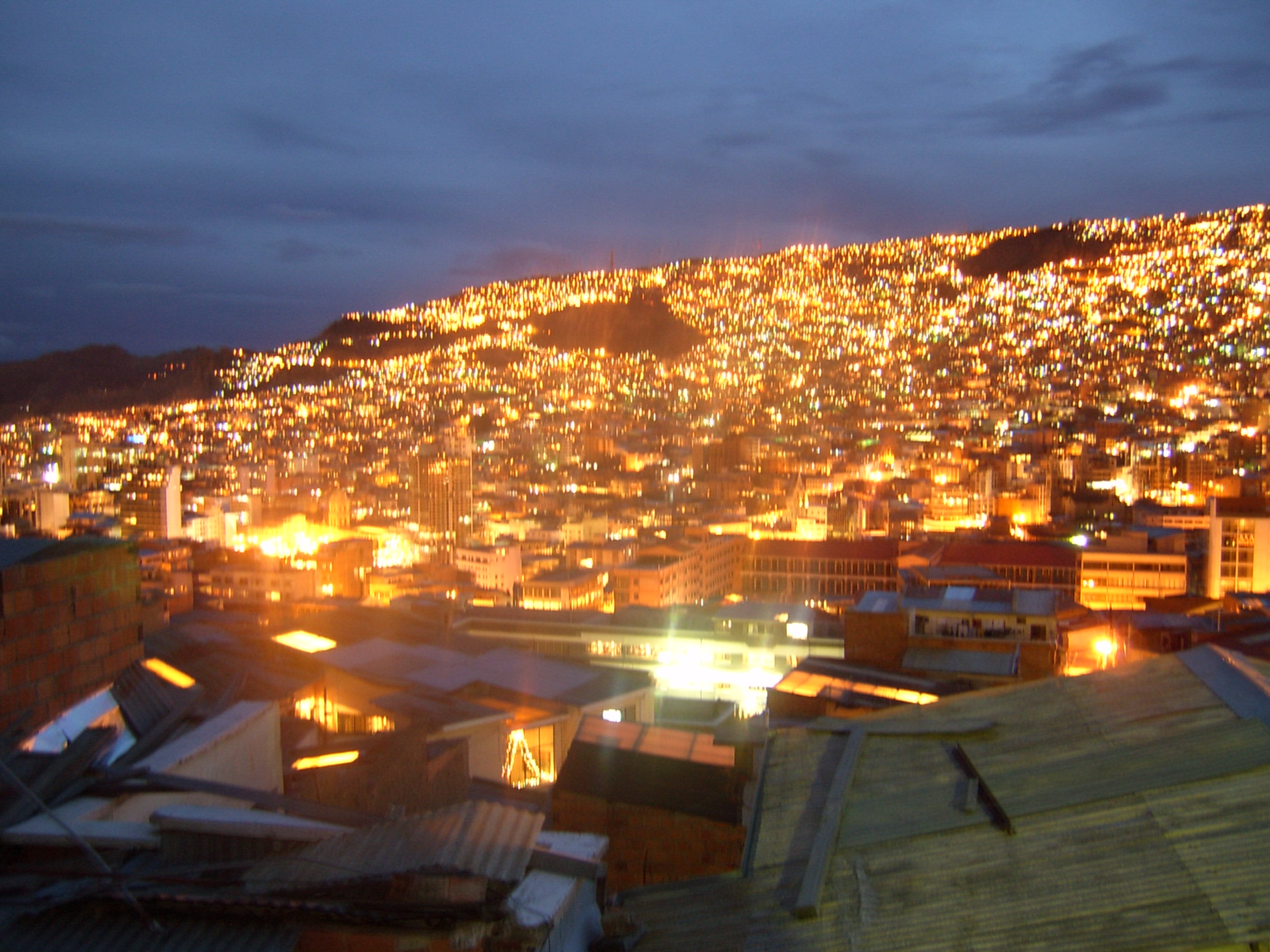
Ciudad La Paz, iluminada durante la noche.

La industria eléctrica boliviana comprende la generación, transmisión, distribución, comercialización, importación y exportación de electricidad, la oferta de electricidad está basada en centrales de generación hidroeléctrica y termoeléctrica.
La energía eléctrica se desarrolla principalmente a través del Sistema Interconectado Nacional (SIN), en el cual están integrados los principales centros de producción consumo de los departamentos de La Paz, Cochabamba, Oruro, Potosí, Chuquisaca, Beni y Santa Cruz y abarca cerca del 90% del mercado nacional. Adicionalmente, se cuenta con pequeños sistemas aislados con características diversas en las ciudades y poblaciones menores que cubren el restante 10% del mercado eléctrico nacional con el Departamento de Pando.